# この社会主義グルメがすごい!!
『この社会主義グルメがすごい!!』（このしゃかいしゅぎグルメがすごい、ロシア語: Это социализм Гурман потряса ющий!!）は、内田弘樹（原作）・河内和泉（描画）による日本の料理・グルメ漫画。

## ストーリー
とある男子大学生の住むアパートに転がり込んだ、社会主義国家擬人化2人組が彼に社会主義の良さを伝えるため、社会主義グルメを彼を通じて布教することになった。

## 登場人物

### 主要人物
主人公の男子大学生と、居候（とゲスト）の社会主義国家擬人化3人。なお、アオザイは同人誌では登場せず、商業漫画で初登場。
村上 真一（むらかみ しんいち）
主人公。大学進学で親元を離れて、引っ越し先のアパートで独り暮らしを始めるつもりだったが、いきなりとある（社会主義国が擬人化された）少女に押しかけ入居されてしまい（彼女はシェアと呼ぶが、彼曰く家宅侵入罪）、調理を中心とした家政婦業をする条件で住まわせる羽目になった。味見役（実験台？）兼第三者的アドバイザーとして、本作では唯一の常識人であり、代表的な日本人で、読者視点のポジションと云える。
トロイカが微アルコール飲料のクワスを飲ませたところ、すぐに泥酔するほどの下戸。
トロイカ
最初に村上家へ押しかけてきた金髪の少女で、ソビエト連邦を擬人化した居候第一号。1991年に崩壊して数年後、少女の形に転生して来日し、社会主義を布教しようとするが全く上手く行かず、村上に助けを求めてきた。彼女曰く「社会主義グルメ」料理はお手の物で、当然毎日、村上につくる料理はその類となる。村上を「村上」と呼び捨てにするが、オッシーのサイバー活動に対しては「デリケートな問題なので、まずは文化活動から」と述べる。オッシー曰く「すぐ伝説を信じやすい奴」だという。
名前のモデルはロシア語で「3頭立ての馬車」「三人組」という意味。
オッシー
トロイカに続いて村上家にやってきた黒髪の少女で、東ドイツが擬人化した居候第二号。トロイカ曰く「彼女は私の子分だったはず」だが、彼女自身は「ロシア（トロイカ）の子分になった覚えはない」とトロイカに対してライバル宣言（と同時に、村上を実験台に社会主義料理をつくる）。顔を合わせるとトロイカと張り合い、時にはトロイカを病院送りにするほどであるが、資本主義と新たな脅威（アオザイなど）の話になると、トロイカと共闘する。彼女は村上を「さん」付けで呼び、村上に対しては「大切なネゴシエーター」として一目置いている。
名前の由来はドイツ語で西側が呼んでいた「東の人」という意味。
アオザイ
トロイカ、オッシーの手料理はパンが主食なので、「最近は米飯が主食の料理を食べていない」と村上が嘆く。それを聞いて村上家に来宅したのが、ベトナムが擬人化したアオザイ姿の少女。彼女は現役国家の擬人化ということもあり、トロイカとオッシー2人の社会主義居候組とは考え方に一線を画していて、「料理はイデオロギーの道具ではなくて、文化交流のためのもの、日本はイデオロギーこそ違えど大事な友好国」と述べ、村上のために米飯料理をつくり、帰る。トロイカとオッシーは「彼女は我々のライバル」と脅威に感じた（物腰やわらかで、村上のことは「さん」付けする）。ソ連、東ドイツのベトナム政策にも怒らないで、トロイカ、オッシーとも仲良くしたいとも思っている。
名前のモデルは、ベトナムの民族衣装。

### その他
主要人物の話に出てきた人々など。
アンゲラ・メルケル
ドイツの政治家。オッシー曰く「東ドイツ出身で、ゾルヤンカ（ロシア語でソリャンカ）料理を愛好している」という。
ゲオルギー・ジューコフ
ソ連の軍人幹部。対独戦（第二次世界大戦）で勝利し、アイゼンハワーとの会談で勧められたコーラを気に入り、祖国でも飲みたいと思った。だが、スターリンが怖いので「コーラに見えない色で輸入してもらおう」と透明コーラをつくらせた。
ドワイト・D・アイゼンハワー 
1945年当時、アメリカ軍のトップだった彼は、ジューコフと会談。コーラを勧めた。
ヨシフ・スターリン
ジューコフが恐れる、当時のソ連国家元首。村上も「奴は大圧政をしいたからな」と述べる。
トロイカは「彼が親衛隊というチョコレートの親である」といい、村上とオッシーに親衛隊チョコをおごった。
ヘルマン・ゲーリング
第二次大戦当時のドイツ空軍大臣。欧州各地から略奪した美術品を自らの別荘に並べては楽しんでいた。
エーリッヒ・ホーネッカー
東ドイツ最後の書記長。肉が大好きでよく自らの狩場に行っては鹿などをハンティングして食べていた。
エーリッヒ・ミールケ
東ドイツ秘密警察のトップ。オッシー曰く「かなり几帳面な性格だった」という。
スタンレー・オホツキー
ロシア貴族お抱えのパティシエであったが、ロシア革命でロマノフ王朝が崩壊したので、日本へ亡命。
新宿中村屋の職人となり、部下たちににらみを利かせていた。

## 書誌情報
- 内田弘樹・河内和泉『この社会主義グルメがすごい!!』KADOKAWA〈電撃コミックス〉、全1巻
  1. 2019年4月27日発売、ISBN 978-4-04-912307-4